# 南美海军无畏舰竞赛

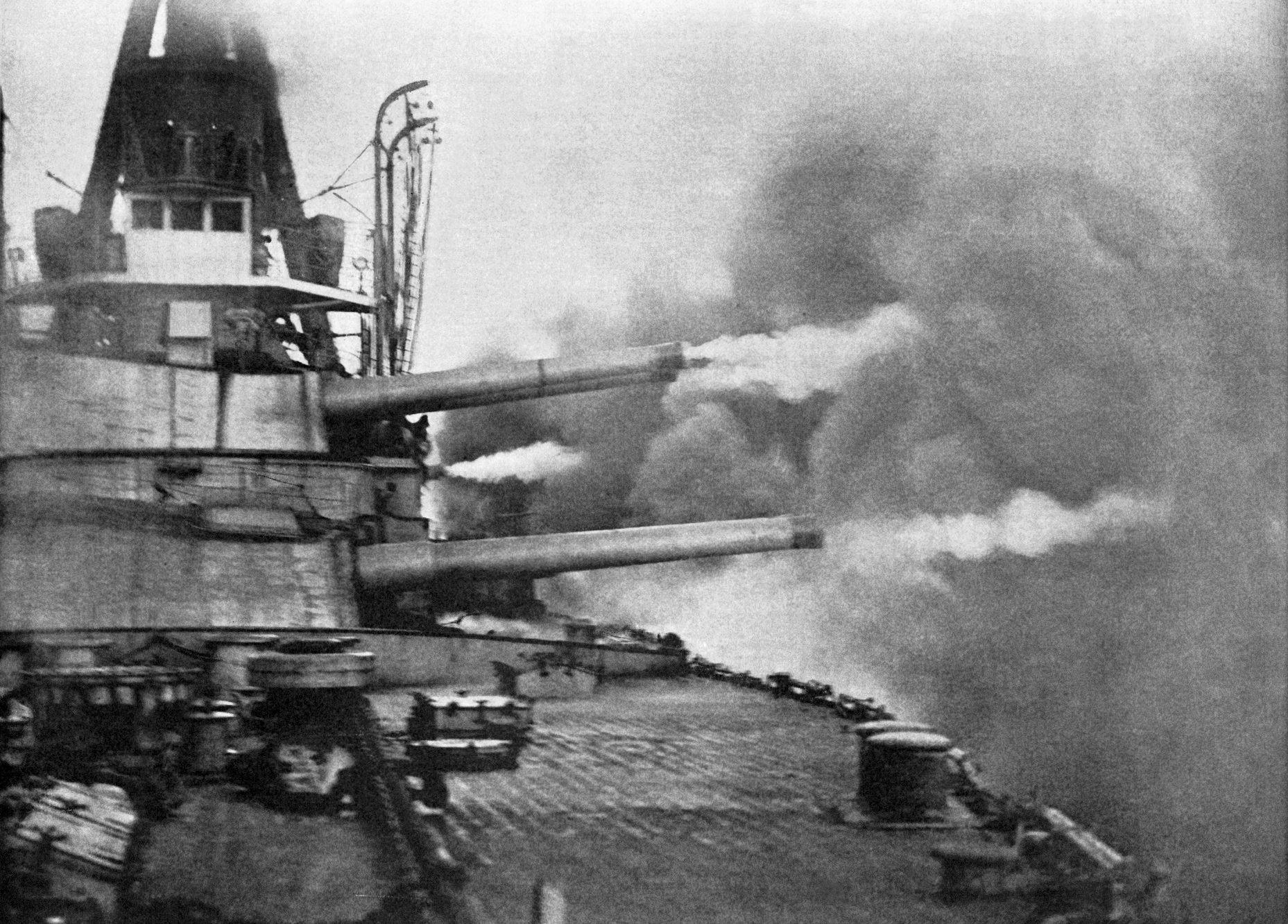
巴西海军“米納斯吉拉斯”号无畏舰舰炮试射。

南美海军无畏舰竞赛（英語：South American dreadnought race），是20世纪初阿根廷、巴西和智利之间的一场军备竞赛。
20世纪初，巴西海军注意到其舰艇质量和总吨位均不及竞争对手阿根廷和智利，因而，时任巴西海军部部长朱利奥·凯撒·德·诺罗尼亚上将决定加强海军建设。1904年向英国订购了小型战列舰，然而随着1906年有着划时代设计的无畏号战列舰的面世，巴西人取消了原订单，转而订购3艘“米納斯吉拉斯”級无畏舰。
巴西海军的无畏舰建造计划引起了阿根廷和智利的关注。阿根廷和智利随即做出回应，取消了阿-智双方于1902年签订的限制海军的五月条约。两国分别订购了两艘无畏舰，分别为阿根廷里瓦达维亚级无畏舰和智利“海军上将拉托雷”級无畏舰。
第一次世界大战的爆发标志着南美海军无畏舰竞赛的结束，因为这些国家发现自己实际上无法在国外购买到更多的主力舰。

## 背景

### 阿根廷-智利海军军备竞赛

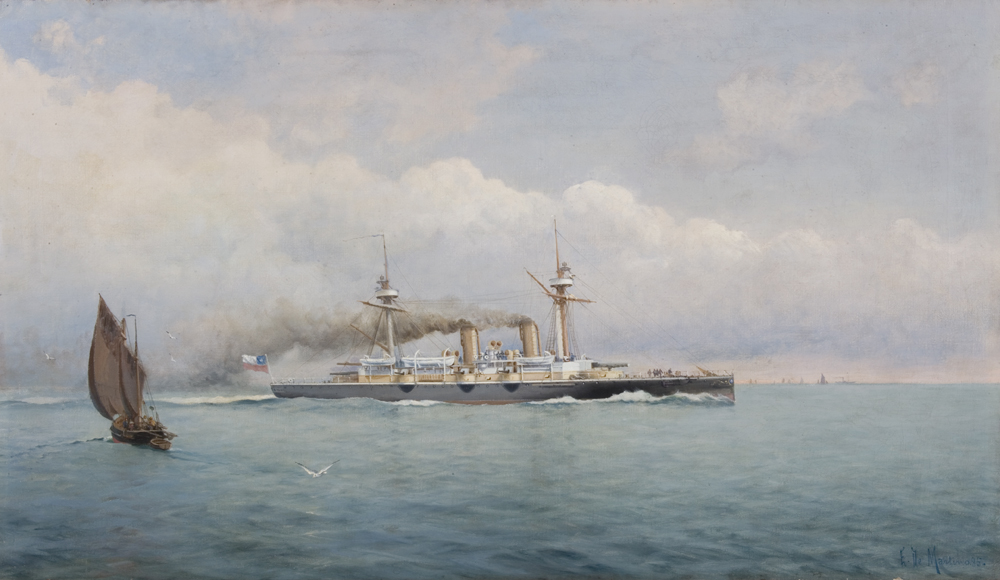
智利海军埃丝梅拉达级防护巡洋舰。泰恩-威尔探索博物館收藏

阿根廷和智利对于南美洲最南端巴塔哥尼亚的主权主张争端始于19世纪中期。1870年代后期，两国为此一度处于开战的边缘，随即两国个订购了三艘主力舰：智利订购了埃丝梅拉达级防护巡洋舰，阿根廷则订购了“海军上将布朗”铁甲舰和“巴塔哥尼亚”防护巡洋舰。
十年后，智利政府大幅增加了海军预算，订购了1艘铁甲战列舰和2艘防护巡洋舰。智利的海军订单让阿根廷人感到不安，他们仍对巴塔哥尼亚地区有着主权主张，并刚目睹了智利人在硝石战争取得了决定性的胜利。虽然阿根廷有着更多军舰，但船只更小且没有智利船员的实战经验。因而阿根廷也订购了两艘战列舰。这拉开了两国海军军备竞赛的序幕。两国轮流订购巡洋舰，1890年代中期，两国开始订购更强大的装甲巡洋舰。
1898年时，随着美国和英国对争议地区的仲裁，紧张的局势曾一度降温。但仅过了3年，这种缓和的关系就破裂了。阿根廷海军从意大利购买了两艘装甲巡洋舰，智利海军则从英国造船厂订购了两艘前无畏舰。阿根廷人的反应是再签署购买两艘更大战列舰的意向书。
日益严重的争端让英国方面感到不安。因为担心武装冲突会损害英方在该地区的经济利益 ，英国调解了阿根廷-智利双方的矛盾，并于1902年签署了五月条约。该条约中的第三条限制了两国的海军军备，并规定如果在未来五年内购买军舰，必须提前18个月通知，同时在建战舰被出售。

### 巴西的衰落与复兴
1889年的革命推翻了佩德罗二世皇帝，巴西海军于1891年和1893-94年两度拿起武器反对新政府但皆失败。巴西海军为此付出了沉重的代价。对比同时代阿根廷和智利海军的迅速发展，到19世纪末，巴西海军的新型装甲舰仅为两艘小型岸防舰。
另一方面，20世纪初，全球市场上对咖啡和橡胶需求的日益增长，促进了巴西经济的繁荣。由此带来的利润使巴西有足够的资金打造一支强大的海军。造舰计划获得了巴西政界人士的广泛支持。
1905年12月30日，第1452号法案获得通过，该法案拨款4,214,550英镑用于造船（其中1,685,820英镑用于1906年），订购了三艘小型战列舰、三艘装甲巡洋舰、六艘驱逐舰、十二艘鱼雷艇、三艘潜艇等舰艇。虽然巴西政府为了节省预算而取消三艘装甲巡洋舰的建造，三艘战列舰的订单仍按计划在1906年与英国公司阿姆斯特朗-惠特沃斯签订。
尽管承接战列舰订单是英国公司，英国驻巴西大使仍反对扩大舰队，认为会使该地区局势升级，并会恶化巴西-阿根廷关系。美国大使也对这一局势感到担忧，美国总统西奥多·罗斯福试图通过外交手段迫使巴西取消扩大舰队的计划，但未成功。巴西外交之父布兰科男爵指出，接受美国的提议就等于承认巴西与古巴一样软弱。

## 巴西开建，竞赛开始
1906年2月10日，英国皇家海军无畏号战列舰下水，采用“全重炮”的武装配置，大大领先于同时代战舰。巴西原先订购的战列舰还未完工就已落后于时代。于是1905年拨款的资金被重新分配，用于建造以下舰艇：
- 三艘无畏舰（第一艘下水后将开建第三艘）
- 三艘侦察巡洋舰（后减为两艘）
- 十五艘驱逐舰（后减为十艘）
- 三艘潜艇（F1级）
- 两艘潜艇母舰（后减为一艘）

已经开始建造的三艘战列舰于1907年1月7日被废弃，新无畏舰的设计于2月20日获得批准。阿姆斯特朗-惠特沃斯船厂在4月17日开建第一艘无畏舰。
巴西成为了全世界第三个开建无畏舰的国家，仅次于英国和美国，领先于诸多当时公认的大国（如法国、德国、俄罗斯和日本）。在当时，不管一国是否真的需要无畏舰，只要订购和拥有无畏舰，就可以很大的提升该国的国际声望。
世界各地的报纸不相信一个以前在地缘政治上不起眼的国家会签订如此巨大的订单，因而猜测巴西仅仅是转售无畏舰的中间人。许多美国、英国和德国的出版物都指控别国政府（英、日、德、美等）将秘密购买这批无畏舰。
在大洋彼岸，英国和德国正在进行海军军备竞赛。1908年7月中旬和1908年9月，英国下议院曾考虑将这些舰艇买回并归入皇家海军，以防止它们被出售给第三国，这可能会打乱维持“两强标准”的计划，即英国皇家海军战列舰数量必须至少与第二和第三大海军数量总和相等。对此，巴西政府两次出面否认了这类转售第三国的质疑，英国海军部也保证此类事情不会发生。 

## 阿根廷和智利的反击

### 阿根廷
巴西的造舰计划让阿根廷和智利政府感到震惊：两国提前退出了1902年签署的五月条约。1906年11月，阿根廷外交部长Manuel Augusto Montes de Oca宣称，巴西海军的任何一艘新舰都可以击沉整个阿根廷或者智利舰队。 这一说法看起来有些夸张，然而在巴西改订购无畏舰后，似乎可能成为现实。在1910年，巴西的无畏舰比世界上的任何一艘舰艇都强大，更不用说阿根廷和智利的现役舰艇了。
阿根廷继任外交部长Estanislao Zeballos向国会提出一份计划：命令巴西海军将未建完的两艘无畏舰中的一艘交给阿根廷，以使两国海军军力相对平衡；如果巴西拒绝，则将发出最后通牒，8天后将入侵毫无防御的里约热内卢。这个计划被泄露给了媒体，民众不支持政府花费大笔资金去动员和参战，因而引发了强烈抗议，Estanislao Zeballos被迫下台。
阿根廷政府很担心巴西海军会封锁拉普拉塔河口，从而严重打击阿根廷的对外贸易。因此希望购买无畏舰来保持该地区的海军军力平衡。阿根廷总统何塞·菲格罗亚·阿尔科塔警告巴西，如果他们继续这样的造舰计划，会导致海军军备竞赛。巴西的回应和阿方索·佩纳总统1906年的讲话类似，声称这些舰艇是为替换巴西海军陈旧船只所必需的，并一再坚称这些舰艇并非用于针对阿根廷。
1908年，阿根廷国家众议院以72比13票通过了一项授权阿根廷海军购买三艘无畏舰的法案。3个月后，法案被参议院否决，政府最后提出购买正在建造的两艘巴西无畏舰中的一艘。巴西政府拒绝了该要求。1908年12月17日，购舰法案在参议院以49票对13票获得通过。
阿根廷政府派出海军代表团前往欧洲征求和评估军备公司的报价。他们收到了来自五个国家（美、英、德、法、意）的15个造船厂的投标。经过了漫长的竞标过程，美国福尔河造船厂凭借最低的投标价获得了合同。此外，该合同规定了，如果巴西人执行原计划并建造他们的第三艘无畏舰，阿根廷也将建造第三艘无畏舰。

### 智利
1906年瓦尔帕莱索大地震和1907年硝酸盐市场价格的重挫导致智利出现了经济萧条。智利政府因而推迟了海军军备计划。然而他们的传统竞争对手阿根廷的无畏舰计划，以及邻国秘鲁海军的扩编迫使智利做出回应。
1910年，智利为海军建设计划拨款。长期以来，智利海军与英国皇家海军建立了广泛的合作关系。1911年7月25日，阿姆斯特朗-惠特沃斯获得了造舰合同。

## 无畏舰的建造

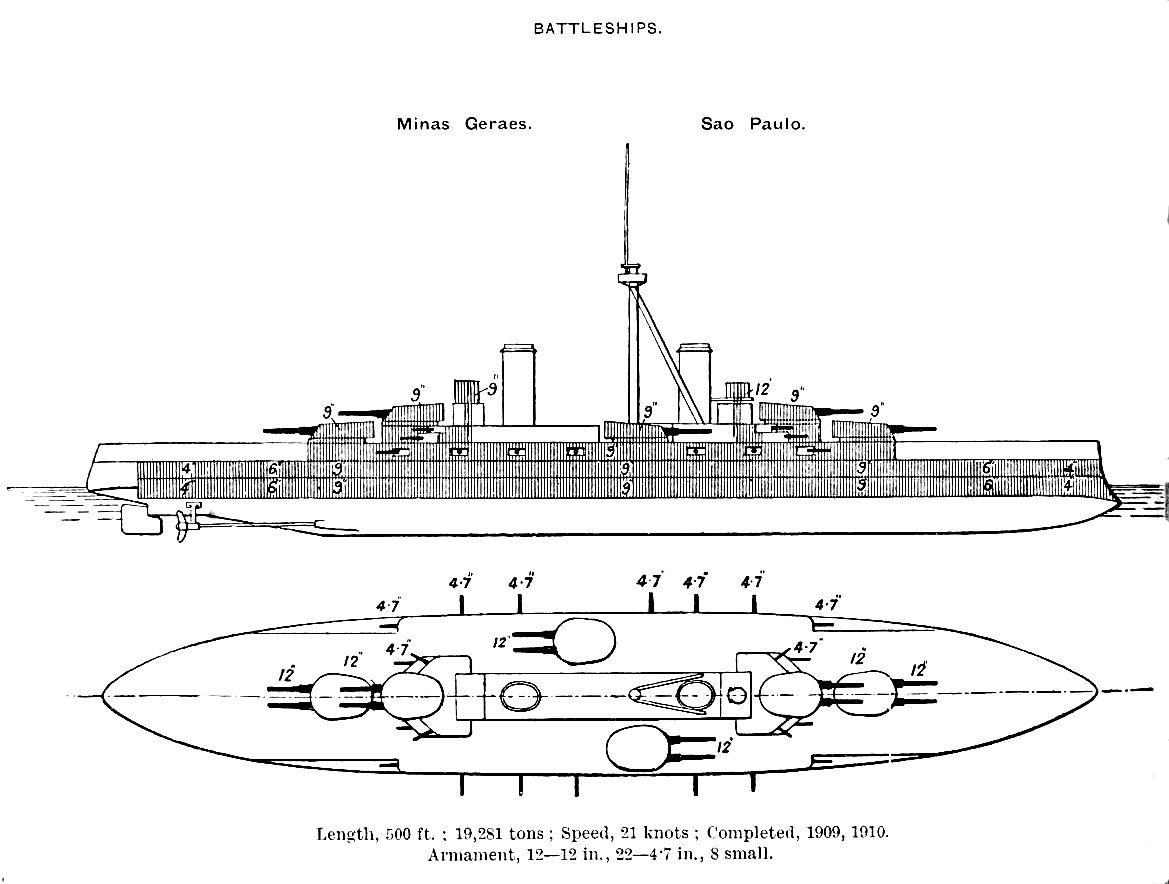
巴西“米纳斯吉拉斯”级
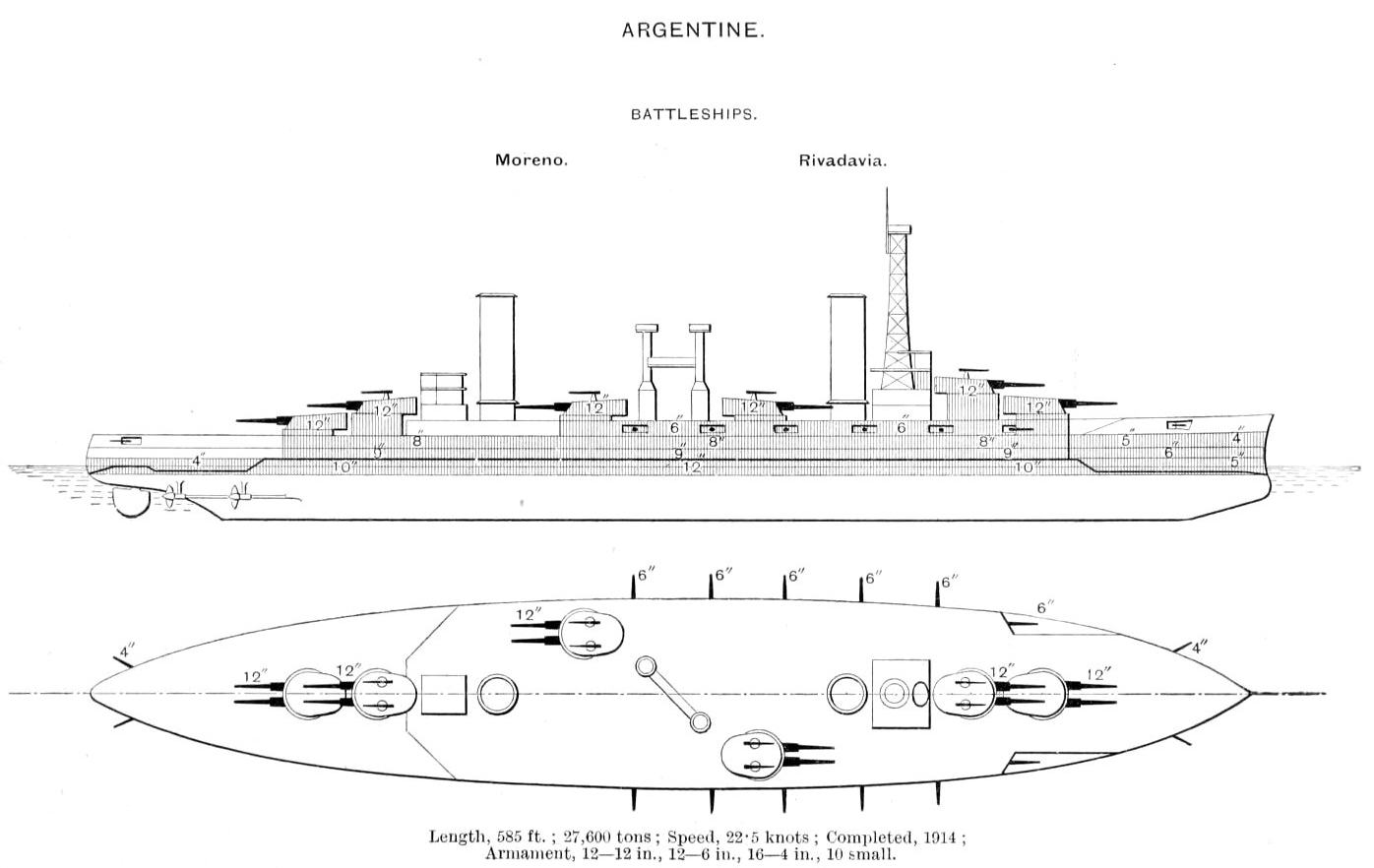
阿根廷“里瓦达维亚”级
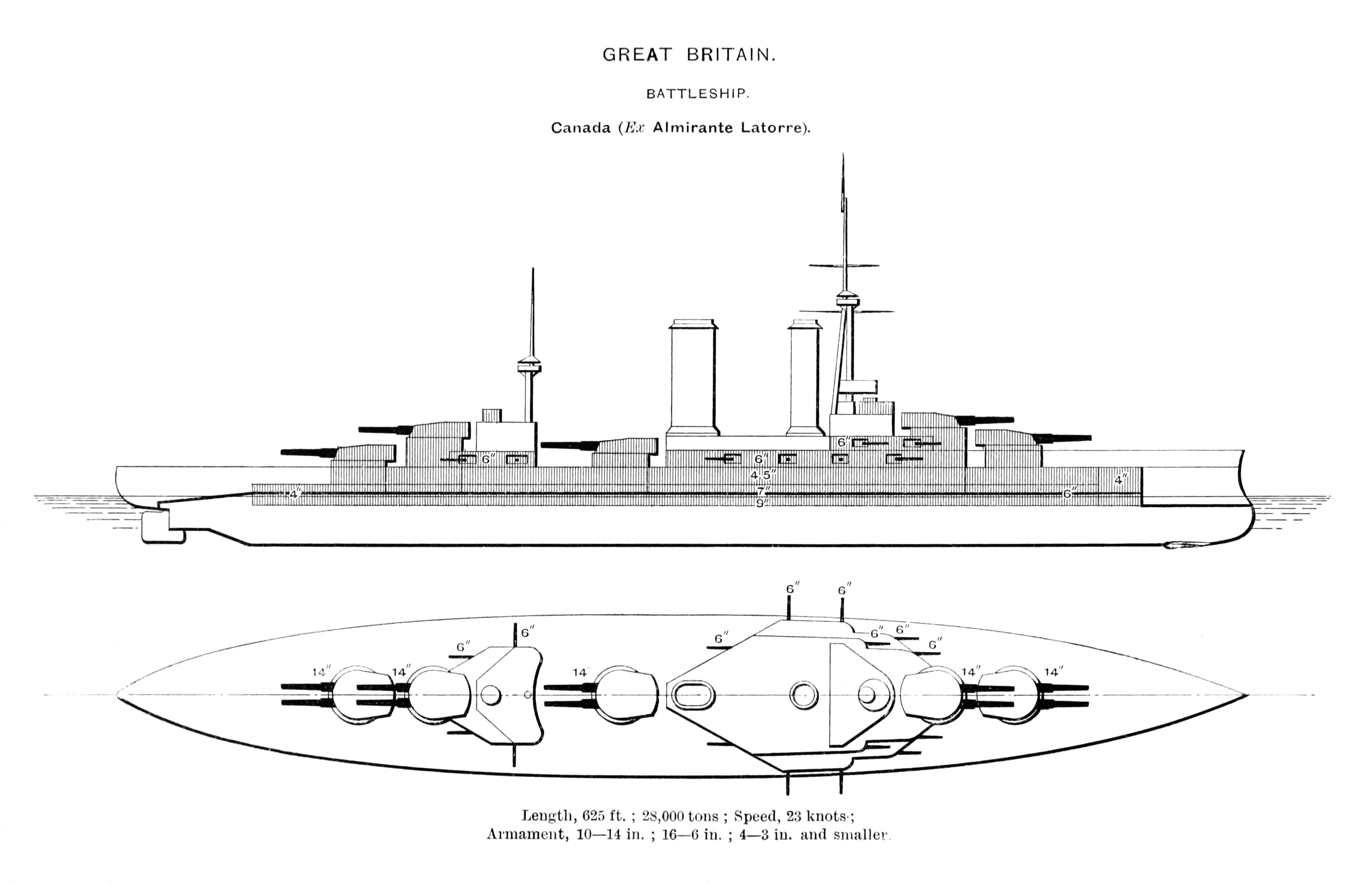
智利“海军上将拉托雷”号

| 舰名 | 国家                     | 排水量    | 主炮                 | 建造者              | 动工           | 下水           | 完工       | 结局                                                                   |
| --- | ------------------------ | --------- | -------------------- | ------------------- | -------------- | -------------- | ---------- | ---------------------------------------------------------------------- |
| 米纳斯吉拉斯 | 巴西                     | 19,281 吨 | 12门12英寸45倍径舰炮 | 阿姆斯特朗-惠特沃斯 | 1907年4月17日  | 1908年9月10日  | 1910年1月  | 1954年拆解                                                             |
| 圣保罗 | 巴西                     | 19,105 吨 | 12门12英寸45倍径舰炮 | 维克斯              | 1907年4月30日  | 1909年4月19日  | 1910年7月  | 1951年11月在前往报废厂的途中沉没                                       |
| 里约热内卢 | 巴西 · 奥斯曼帝国 · 英国 | 27,850 吨 | 14门12英寸45倍径舰炮 | 阿姆斯特朗-惠特沃斯 | 1911年9月14日  | 1913年1月22日  | 1914年8月  | 1913年奥斯曼帝国接手；1914年英国强行征用，命名为阿金库尔号；1924年拆解 |
| 里亚丘埃洛 | 巴西                     | 30,500 吨 | 8门15英寸45倍径舰炮  | 阿姆斯特朗-惠特沃斯 | –              | –              | –          | 一战爆发后取消建造                                                     |
| 里瓦达维亚 | 阿根廷                   | 27,900 吨 | 12门12英寸50倍径舰炮 | 福尔河              | 1910年5月25日  | 1911年8月26日  | 1914年12月 | 1959年拆解                                                             |
| 莫雷诺 | 阿根廷                   | 27,900 吨 | 12门12英寸50倍径舰炮 | 福尔河              | 1910年7月9日   | 1911年9月23日  | 1915年2月  | 1957年拆解                                                             |
| 海军上将拉托雷 | 智利 · 英国              | 28,600 吨 | 10门14英寸45倍径舰炮 | 阿姆斯特朗-惠特沃斯 | 1911年11月27日 | 1913年11月27日 | 1915年10月 | 1914年英国收购; 1920年智利重新收购; 1959年拆解                         |
| 海军上将科克伦 | 智利 · 英国              | –         | –                    | 阿姆斯特朗-惠特沃斯 | 1913年2月20日  | 1918年6月8日   | F1924年2月 | 1914年英国收购; 改装为鹰号航空母舰; 1942年被击沉                       |
| 国家： 巴西 阿根廷 智利 奥斯曼帝国 英国 |                          |           |                      |                     |                |                |            |                                                                        |
| 数据来自： Preston, "Great Britain," 38; Scheina, Naval History, 321–22; Scheina, "Argentina," 401; Scheina, "Brazil," 404; Topliss, "Brazilian Dreadnoughts," 249–51, 281–83, 286. |                          |           |                      |                     |                |                |            |                                                                        |

- 巴西“米纳斯吉拉斯”级
- 阿根廷“里瓦达维亚”级
- 智利“海军上将拉托雷”号

## 变故和后续

### 巴西海军起义

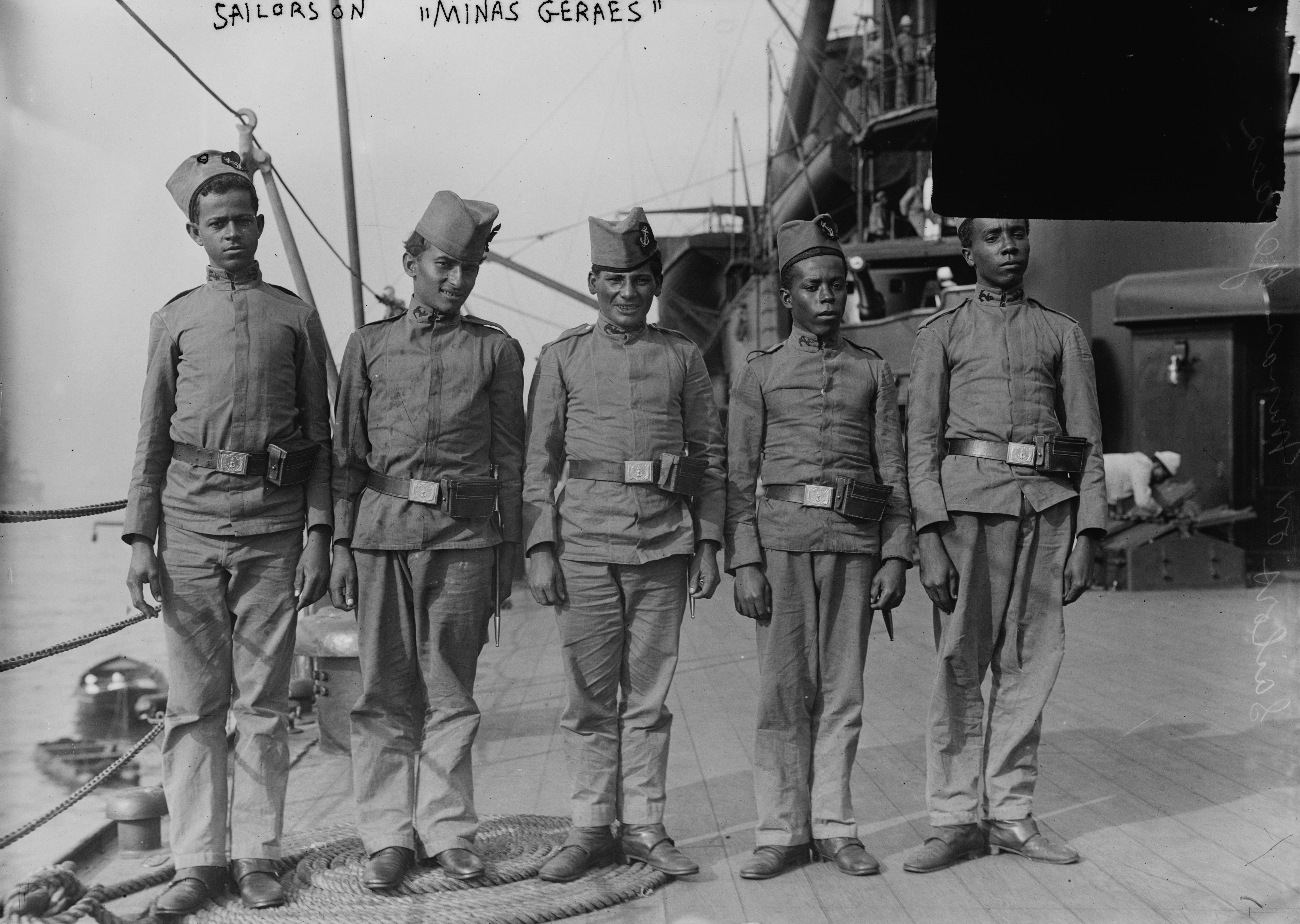
巴西海军“米纳斯吉拉斯”号上的船员

1910年11月下旬，里约热内卢爆发了一场大规模的海军起义，后被称为“鞭笞起义”。当时海军船员的种族构成引发了紧张局势，他们是黑人或混血，而他们的军官大多是白人。白人军官经常因为轻微罪过而对船员进行严厉的体罚。1910年11月21日，当时一名非裔巴西水手因不服从命令而被残忍地鞭打了250次，这成为了冲突的导火索。
11月22日晚上10点左右，起义在“米纳斯吉拉斯”号上开始。起义水手控制了两艘无畏舰“米纳斯吉拉斯”号、“圣保罗”号，一艘全新的巡洋舰“巴伊亚”号、一艘岸防舰“德奥多罗”号等舰。这4艘舰艇为巴西海军最新最强的战舰，巴西海军剩余舰艇的火力相形见绌。起义领导人致信政府，要求结束海军实行的“奴隶制”。虽然海军军官和总统反对大赦，巴西国民议会两院还是通过了一项大赦所有相关人员并停止体罚的法案。
这次兵变导致了政府对海军的不信任，并对海军的战备状态产生了明显的不利影响。到1912年，英国阿姆斯特朗造船厂的一名代理人表示，这些舰艇状况糟糕，炮塔和锅炉已经生锈。此次鞭笞起义，加之和阿根廷关系的回暖、经济状况的恶化，使巴西决定停建第三艘无畏舰“里约热内卢”号。

### 一战前后

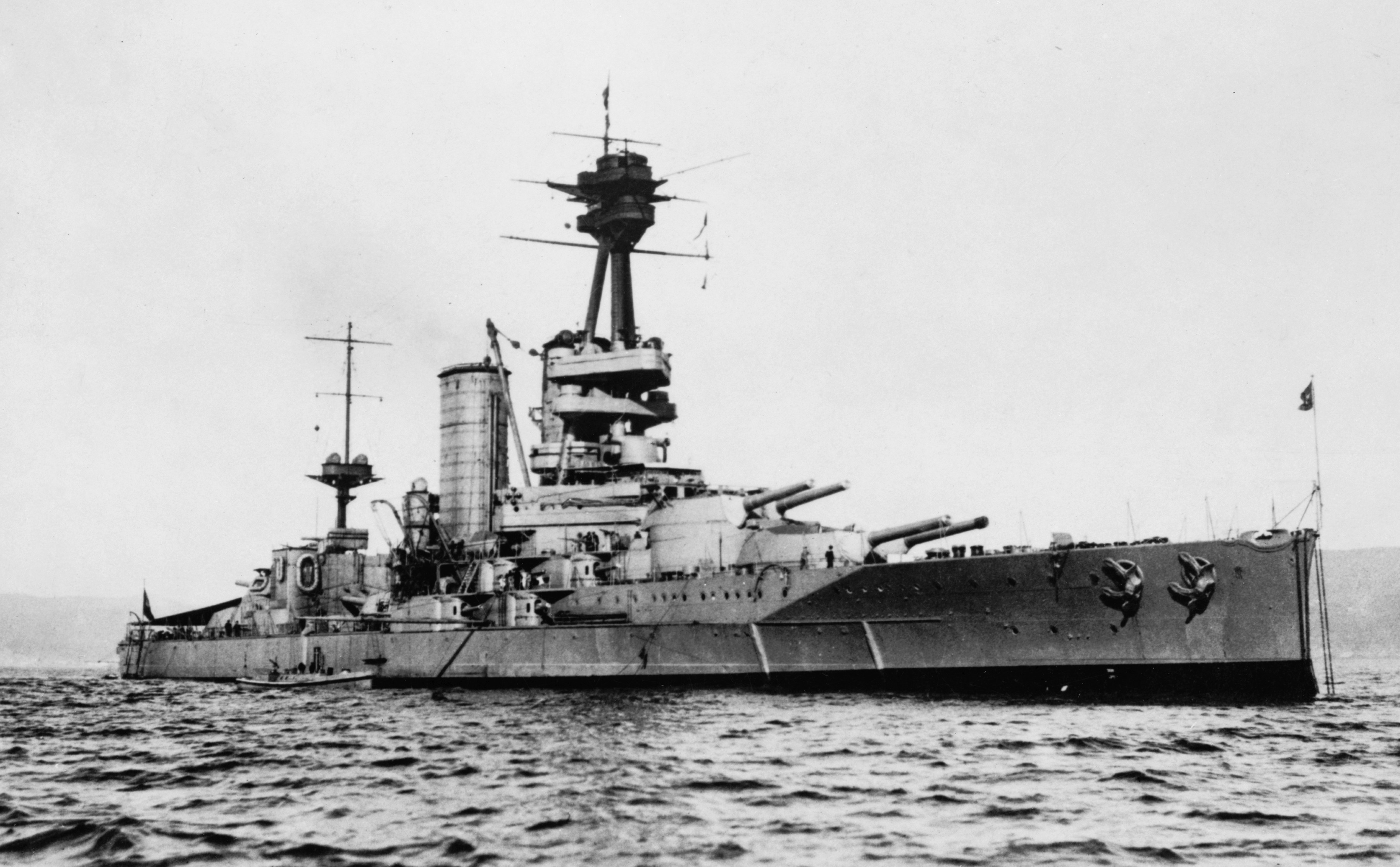
1921年的智利“海军上将拉托雷”号无畏舰

1913年左右，巴西决定出售第三艘无畏舰“里约热内卢”号。在一战爆发前的紧张局势中，包括俄罗斯、意大利、希腊和奥斯曼帝国等许多国家都对购买这艘船感兴趣。俄罗斯很快退出了竞争，当意大利接近购买时，法国出面支持希腊海军购买，因为法国不希望其在地中海的主要竞争对手获得该舰。当希腊人还在筹款时，与希腊正在进行海军军备竞赛的奥斯曼人通过一位独立于政府的法国银行家的贷款获得了该舰。奥斯曼帝国支付了剩余款项完成了建造，并改名为“苏丹奥斯曼一世号”。一战爆发后，该舰被英国强行征用到英国皇家海军，改名为“阿金库尔号战列舰”。
在“里约热内卢”号被收购后，阿根廷政府屈从于民众的要求，也开始为他们的两艘无畏舰寻找买家。1914年中期，出售战列舰的提案曾三次提交到阿根廷国民议会，但都被否决。据报道，俄罗斯、奥地利、奥斯曼、意大利和希腊政府都对购买这两艘无畏舰感兴趣。该型无畏舰的建造国美国担心其中立性被损害，且相关技术或被泄露到国外，因而对阿根廷外交施压，要求其保留无畏舰。阿根廷最终没有出售其无畏舰。
一战爆发时，智利的第一艘无畏舰“海军上将拉托雷”号已在英国船厂下水但未完工。英国并没有像对待奥斯曼土耳其的两艘无畏舰一样进行强行征用。因为从智利进口的硝酸盐对英国军火制造至关重要，为维持两国友好关系，英国对智利的无畏舰进行了正式购买。  “海军上将拉托雷”号于1915年9月30日完工，于10月15日入役英国皇家海军。智利订购的另一艘无畏舰“海军上将科克伦”是当时英国船台上唯一一个可以快速改装为航母的船壳，因而英国也收购了它，1924年改装成的“鹰”号航母加入英国皇家海军。

### 竞赛结束
建造和维护无畏舰给三国政府带来的巨大开支，随着经济增长德放缓和民族主义情绪的减退，各国都出现了出售无畏舰的声音，主张将海军军备竞赛的资金用到更有用的地方。一家巴西报纸计算了购买三艘无畏舰的初始成本，相当于建造3,125英里的铁轨或30,300个住宅。购买两艘无畏舰的支出占阿根廷政府年收入的近五分之一，这个数字还不包括后来的维护支出。美国驻智利大使在写给国务卿的信中评论到：“自1910年海军军备竞赛开始以来，当时并不太好的财政状况变得更糟。这些政府可能更需要的是钱，而不是战舰。”
第一次世界大战的爆发结束了无畏舰的竞赛，因为这三个国家突然发现自己无法获得更多的主力舰。 战后，无畏舰竞赛再未恢复，但阿根廷、巴西和智利政府提出了不少海军扩建和改进计划。